# Brøndbyernes Idrætsforening
Il Brøndbyernes Idrætsforening, noto come Brøndby IF, è una società calcistica danese di Brøndby, città della provincia occidentale della capitale Copenaghen. Milita attualmente nella Superligaen, la massima divisione nazionale, e disputa le partite casalinghe nello Stadio Brøndby, che può contenere 29.000 spettatori.
Fondato nel 1964 da una fusione tra due club locali, giunse per la prima volta in massima divisione nel 1981 e da allora ha vinto 11 campionati nazionali, 7 Coppe di Danimarca e 3 Supercoppe nazionali. In ambito europeo ha raggiunto la semifinale della Coppa UEFA nella stagione 1990-1991, quando venne eliminato dalla Roma (miglior risultato di un club danese in una coppa europea). È stato anche il primo club danese a qualificarsi per la fase a gruppi della UEFA Champions League, nell'edizione 1998-1999 del torneo. Il periodo d'oro del Brøndby va dal 1985 al 2005, quando in vent'anni la squadra ha vinto dieci campionati.

## Storia
Il Brøndby IF nasce il 3 dicembre 1964 dall'unione di due squadre locali, il Brøndbyøster Idrætsforening e il Brøndbyvester Idrætsforening, cominciando subito a muovere i primi passi nelle divisioni locali danesi. Nel 1973 viene ingaggiato, inizialmente il duplice ruolo di allenatore e giocatore, l'attaccante Finn Laudrup, che trova in squadra Ebbe Skovdahl, suo cognato. Finn, che aveva già giocato nella Nazionale danese, porta con sé i suoi due figli, Michael e Brian, che entrano nelle giovanili del club.
Il Brøndby disputa nel 1975 il primo campionato di terza divisione, e Finn lascia la squadra al termine di quel campionato insieme a Michael. Nel 1977 il Brøndby viene promosso in seconda divisione, mentre nel 1981, con Tom Køhlert come allenatore, avviene la storica promozione in 1. Division. Di quella squadra fa parte anche Finn Laudrup, nel frattempo tornato nel club, in quella che sarà la sua ultima stagione di calcio giocato.
Nel 1982 il Brøndby disputa quindi il suo primo campionato in massima divisione, con il giovane Michael Laudrup, anch'egli tornato in squadra, che sigla subito due gol nella partita di esordio. Il giocatore prosegue la stagione ad alti livelli, e viene presto convocato in Nazionale; inoltre a fine stagione viene eletto calciatore danese dell'anno. Il Brøndby termina il primo campionato in massima divisione al quarto posto, ma Laudrup viene acquistato dalla Juventus nell'estate dell'anno successivo.
Finalmente, dopo altre due stagioni concluse al quarto posto, il club può festeggiare il primo titolo danese, al termine del campionato 1985. L'anno successivo avviene poi l'esordio nelle competizioni europee, nella Coppa dei Campioni 1986-1987: qui i danesi eliminano l'Honvéd e la Dinamo Berlino, prima di essere eliminati nei quarti dal Porto, futuro vincitore della Coppa.
Il Brøndby nella seconda metà degli anni ottanta diventa rapidamente una delle migliori compagini danesi: nella squadra militano giocatori come John Jensen, Lars Olsen, Brian Laudrup, Peter Schmeichel e Kim Vilfort, che vengono eletti in sequenza calciatore danese dell'anno tra il 1987 e il 1991, più Claus Nielsen e Bent Christensen Arensøe, varie volte capocannonieri del campionato. La squadra vince anche il campionato nel 1987 e nel 1988, più la prima Coppa di Danimarca nel 1989.
Nel 1990 diventa allenatore della squadra Morten Olsen, alla sua prima esperienza in panchina, e il Brøndby conquista il quarto titolo. A livello internazionale ottiene poi quello che ad oggi è il miglior risultato di sempre: l'approdo alla semifinale nella Coppa UEFA 1990-1991. I danesi pescano nell'urna la Roma, e dopo aver terminato l'andata in casa sullo 0-0, il Brøndby si trova ad un passo dalla finale nella partita di ritorno. Solo un gol di Völler segnato all'88' nega ai danesi l'ultimo atto dalla competizione. La stagione si conclude comunque positivamente con la conquista del quinto titolo.

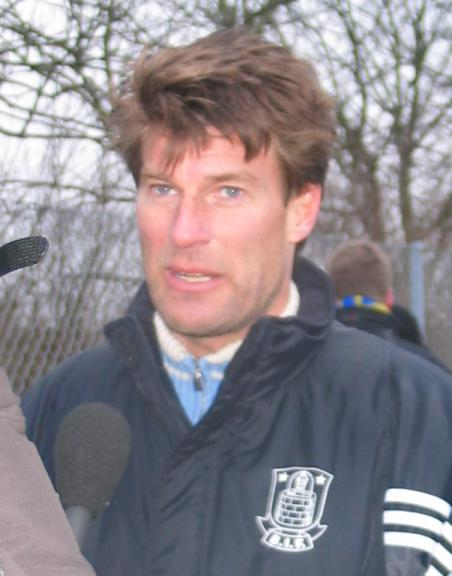
Michael Laudrup

Tuttavia, nel 1991 importanti giocatori come Schmeichel, Lars Olsen e Arensøe lasciano il club. Anche a causa di questo, il Brøndby finisce settimo nel campionato 1991-1992. Poco dopo arrivano in squadra nuovi giocatori, tra i quali Ebbe Sand e Mogens Krogh, e la squadra torna presto al successo, conquistando la seconda Coppa nazionale nel 1994, e poco dopo anche la prima Supercoppa. Da ricordare inoltre in quel periodo la partecipazione alla Coppa UEFA 1995-1996, nella quale i danesi eliminano il quotato Liverpool prima di essere eliminati negli ottavi, nuovamente dalla Roma. Al termine della stagione il Brøndby conquista il sesto titolo, e vince il campionato anche nelle due stagioni successive, arrivando così a otto titoli in totale.
Nel 1998 il Brøndby diventa la prima squadra danese a qualificarsi per la fase a gruppi della Champions League, nell'edizione 1998-1999: conclude però all'ultimo posto un girone comprendente anche Bayern Monaco, Manchester United e Barcellona, riuscendo a conquistare punti solo nella partita d'esordio con i tedeschi, futuri vice-campioni, che vengono sconfitti in Danimarca. In campionato seguono poi tre stagioni tutte terminate al secondo posto; disputa comunque altrettante edizioni di Champions League, ma sempre senza riuscire a qualificarsi al tabellone principale. Nella stagione 2001-2002 partecipa poi alla Coppa UEFA ma viene eliminato dal Parma nei sedicesimi; a fine stagione conquista però il nono titolo.
Nell'estate del 2002 Michael Laudrup torna nella società in veste di allenatore; vince subito la Supercoppa, mentre a fine stagione arriva la quarta Coppa nazionale. Nella stagione successiva il Brøndby ottiene in Coppa UEFA un risultato prestigioso, riuscendo ad eliminare lo Schalke 04, prima di essere però eliminato dal Barcellona nei sedicesimi. Ben più soddisfacente è la stagione 2004-2005: la squadra conquista sia il titolo danese, il decimo, che la Coppa di Danimarca, realizzando così un double.
Laudrup lascia la squadra dopo il secondo posto ottenuto nella stagione 2005-2006; il Brøndby finisce i due successivi campionati lontano dalla vetta, anche se nella stagione 2007-2008 arriva la sesta coppa nazionale. A questo trofeo fanno seguito tre campionati in cui la squadra si classifica sempre al terzo posto. Più amara è la conclusione delle stagioni 2011-2012 e 2012-2013, nella quale la squadra ottiene solo un nono posto in campionato.
Nel maggio 2013 il club va di nuovo vicino al fallimento, ma è rilevato e salvato da un gruppo di investitori guidati da Ole Abildgaard e Aldo Pedersen. Il 10 aprile 2014 ascende alla presidenza un nuovo investitore, Jan Bech Andersen, che sostituisce la dirigenza con un nuovo board e a luglio ingaggia un nuovo sponsor, Bet25, con cui stabilisce un importante accordo di collaborazione che prevede anche l'installazione di una rete wi-fi di ultima generazione in città.
Dalla Superligaen 2013-2014 in poi, per sette stagioni, il club danese chiude il campionato rientrando sempre nei primi quattro posti in classifica senza però mai riuscire a trionfare, guadagnandosi ogni anno un posto nelle qualificazioni per varie edizioni della UEFA Europa League. Nel frattempo, nel maggio 2016 subentra sulla panchina Alexander Zorniger, che ottiene due secondi posti consecutivi in campionato, cui abbina la vittoria della Coppa di Danimarca 2017-2018 grazie al successo per 3-1 in finale contro il Silkeborg. La gestione del tecnico tedesco si conclude il 18 febbraio 2019 con l'esonero.
A 16 anni di distanza dall'ultimo titolo nazionale, il Brøndby torna ad essere campione di Danimarca al termine della Superligaen 2020-2021, dopo aver sorpassato in classifica il Midtjylland alla penultima giornata.

## Colori e simboli

### Colori
I colori della maglia del Brøndby sono il giallo, che è il principale, e il blu. La maglia è generalmente gialla con inserti blu, mentre pantaloncini e i calzettoni sono blu con inserti gialli.

### Simboli ufficiali

#### Stemma
Il simbolo del Brøndby è composto da uno scudetto blu con all'interno un pozzo giallo, ai lati ci sono due stelle e sotto è riportato l'anno di fondazione, il 1964.

## Strutture

### Stadio

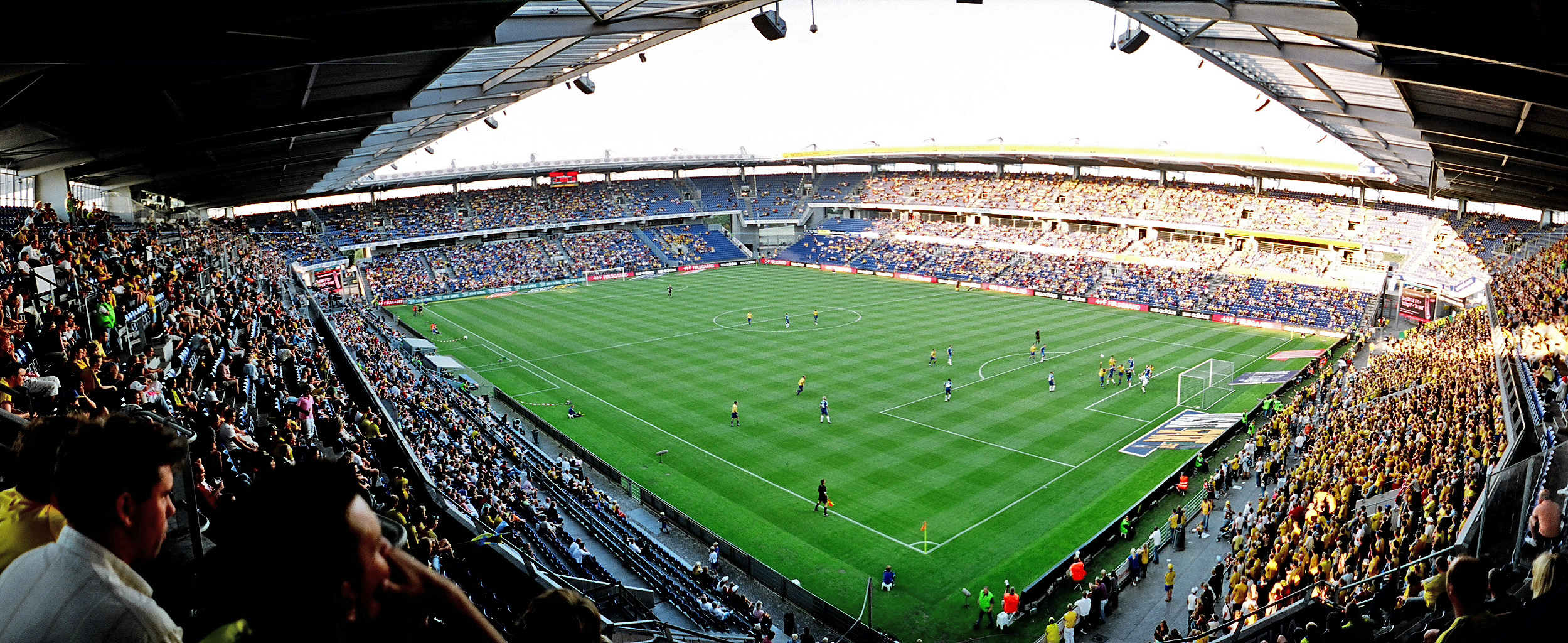
Veduta panoramica dello Stadio Brøndby.

Dal 1966 il club disputa le proprie gare interne nello Stadio Brøndby, che può ospitare 29.000 spettatori.

## Allenatori e presidenti
Tutti gli allenatori a partire dal 1975:
- 1975-1980  Jørgen Hvidemose
- 1981-1985  Tom Køhlert
- 1986  Ebbe Skovdahl
- 1987  Ebbe Skovdahl (01 gen.-30 giu.)
 Birger Peitersen (01 lug.-30 dic.)
- 1988  Ebbe Skovdahl
- 1989-1992  Morten Olsen
- 1992-1999  Ebbe Skovdahl
- 1999-2000  Tom Køhlert (01 lug.-31 dic.)
 Åge Hareide (01 gen.-30 giu.)
- 2000-2002  Åge Hareide
- 2002-2006  Michael Laudrup
- 2006-2007  René Meulensteen (01 lug.-05 gen.)
 Tom Køhlert (01 gen.-30 giu.)
- 2007-2008  Tom Køhlert
- 2008-2009  Tom Køhlert (01 lug.-31 dic.)
 Kent Nielsen (01 gen.-30 giu.)
- 2009-2010  Kent Nielsen (01 lug.-25 mar.)
 Henrik Jensen (01 gen.-30 giu.)
- 2010-2011  Henrik Jensen
- 2011-2012  Henrik Jensen (01 lug.-24 nov.)
 Aurelijus Skarbalius (25 nov.-30 giu.)
- 2012-2013  Aurelijus Skarbalius
- 2013-2015  Thomas Frank
- 2015-2016  Thomas Frank (01 lug.-08 mar.)
 Aurelijus Skarbalius (09 mar.-16 mag.)
 Alexander Zorniger (17 mag.-30 giu.)
- 2016-2018  Alexander Zorniger
- 2018-2019  Alexander Zorniger (01 lug.-17 feb.)
 Martin Retov (19 feb.-30 giu.)
- 2019-  Niels Frederiksen

## Calciatori

### Giocatore dell'anno
- 1980  Brian Chrøis
- 1981  Ole Østergaard
- 1982  Michael Laudrup
- 1983  John Widell
- 1984  Bjarne Jensen
- 1985  Claus Nielsen
- 1986  Ole Madsen
- 1987  Lars Olsen
- 1988  Bjarne Jensen (2)
- 1989  Henrik Jensen
- 1990  Peter Schmeichel
- 1991  Kim Vilfort
- 1992  Uche Okechukwu
- 1993  Jes Høgh
- 1994  Ole Bjur
- 1995  Allan Nielsen
- 1996  Søren Colding
- 1997  Ebbe Sand
- 1998  Kim Daugaard
- 1999  Mogens Krogh
- 2000  Dan Anton Johansen
- 2001  Krister Nordin
- 2002  Aurelijus Skarbalius
- 2003  Per Nielsen
- 2004  Martin Retov
- 2005  Johan Elmander
- 2006  Per Nielsen (2)
- 2007  Mark Howard
- 2008  Thomas Rasmussen
- 2009  Stephan Andersen
- 2010  Michael Krohn-Dehli
- 2011  Michael Krohn-Dehli (2)
- 2012  Mike Jensen

### Wall of Honour
I giocatori tuttora in forza al Brøndby sono in grassetto.
1980-90
 Michael Laudrup (1982),  Ole Madsen (1983),  Brian Chrøis (1983),  Ole Østergaard (1983),  Lars Lunde (1983),  Kim Christofte (1984),  John Helt (1985),  Lars Olsen (1986),  John "Faxe" Jensen (1986),  Claus Nielsen (1986),  Kim Vilfort (1987),  Per Steffensen (1987),  Brian Laudrup (1987),  Kent Nielsen (1987),  Peter Schmeichel (1987),  Bjarne Jensen (1988),  Jan Bartram (1988),  Bent "Turbo" Christensen (1989),  Per Frimann (1989)
1990-00
 Erik Rasmussen (1990),  Uche Okechukwu (1990),  Friday Elahor (1990),  Brian Jensen (1991),  Frank Pingel (1991),  Mogens Krogh (1992),  Marc Rieper (1992),  Mark Strudal (1993),  Jes Høgh (1993),  Dan Eggen(1993),  Jesper Kristensen (1994),  Jens Risager (1994),  Bo Hansen (1995),  Allan Nielsen (1995),  Peter Møller (1996),  Ole Bjur (1996),  Søren Colding (1996),  Auri Skarbalius (1996),  Ebbe Sand (1998),  Oumar Barro (1999)
2000-10
 Magnus Svensson (2000),  Mattias Jonson (2000),  Peter Madsen (2001),  Mads Jørgensen (2001),  Morten Wieghorst (2002),  Per Nielsen (2002),  Jón Rói Jacobsen (2003),  Thomas Kahlenberg (2003),  Andreas Jakobsson (2003),  Karim Zaza (2004),  Asbjørn Sennels (2004),  Martin Retov (2004),  Morten Skoubo (2004),  Johan Elmander (2004),  Daniel Agger (2005),  Hannes Sigurðsson (2006),  Martin Ericsson (2006),  Chris Katongo (2007),  Stefán Gíslason (2007),  Samuel Holmén (2008),  Thomas Rasmussen (2008),  Anders Randrup (2008),  David Williams (2008),  Max von Schlebrügge (2008),  Stephan Andersen (2008),  Ousman Jallow (2008),  Michael Krohn-Dehli (2008),  Morten "Duncan" Rasmussen (2008),  Mikael Nilsson (2009),  Martin Bernburg (2009)
2010-

### Vincitori di titoli
Campionato d'Europa:  
- Kim Christofte (Svezia 1992)
- Mogens Krogh (Svezia 1992)
- John Jensen (Svezia 1992)
- Kim Vilfort (Svezia 1992)

 Confederations Cup:  
- Bo Hansen (Arabia Saudita 1995)
- Mogens Krogh (Arabia Saudita 1995)
- Jesper Kristensen (Arabia Saudita 1995)
- Mark Strudal (Arabia Saudita 1995)
- Jens Risager (Arabia Saudita 1995)

## Palmarès

### Competizioni nazionali
- Campionato danese: 11

1985, 1987, 1988, 1990, 1991, 1995-1996, 1996-1997, 1997-1998, 2001-2002, 2004-2005, 2020-2021
- Coppa di Danimarca: 7

1988-1989, 1993-1994, 1997-1998, 2002-2003, 2004-2005, 2007-2008, 2017-2018
- Supercoppa di Danimarca: 4

1994, 1996, 1997, 2002
- Coppa di Lega danese: 2 [5]

2005, 2006
- 1. Division: 1

1981

### Competizioni internazionali
- Royal League: 1

2006-2007
- Coppa Piano Karl Rappan: 2

1986, 1987

## Statistiche e record

### Partecipazione ai campionati e ai tornei internazionali

#### Campionati nazionali
Nella sua storia il club ha conquistato dieci titoli nazionali, terzo dietro il KB (oggi non più esistente) e il Copenaghen.
Dalla stagione 1975 alla 2020-2021 compresa il club ha ottenuto le seguenti partecipazioni ai campionati nazionali:
| Livello | Categoria               | Partecipazioni | Debutto | Ultima stagione | Totale |
| ------- | ----------------------- | -------------- | ------- | --------------- | ------ |
| 1º      | Superligaen/1. Division | 40             | 1982    | 2020-2021       | 40     |
| 2º      | 2. Division             | 4              | 1978    | 1981            | 4      |
| 3º      | 3. Division             | 3              | 1975    | 1977            | 3      |

#### Tornei internazionali
Il miglior risultato del club nelle competizioni europee è stato il raggiungimento delle semifinali, massimo traguardo di una formazione danese, nella Coppa UEFA 1990-1991, quando ad avanzare fu la Roma. La squadra è anche approdati ai quarti in due occasioni: nella Coppa dei Campioni 1985-1986, all'esordio europeo, e nella Coppa UEFA 1996-1997; ad avere la meglio furono rispettivamente il Porto e il Tenerife. Per quanto riguarda la Champions League, la squadra è stata la prima della Danimarca a raggiungere la fase a gruppi, nell'edizione 1998-1999. Il sorteggio non è tuttavia dei più fortunati: dall'urna escono il Manchester Utd poi vincitore, il Bayern Monaco futuro finalista e il Barcellona. La squadra termina l'avventura all'ultimo posto, ma nella prima giornata vince per 2-1 contro i tedeschi, conquistando però gli unici punti.
Alla stagione 2024-2025 il club ha ottenuto le seguenti partecipazioni ai tornei internazionali:
| Categoria                                | Partecipazioni | Debutto   | Ultima stagione |
| ---------------------------------------- | -------------- | --------- | --------------- |
| Coppa dei Campioni/UEFA Champions League | 12             | 1986-1987 | 2021-2022       |
| Coppa delle Coppe                        | 1              | 1994-1995 | 1994-1995       |
| Coppa UEFA/UEFA Europa League            | 25             | 1987-1988 | 2021-2022       |
| UEFA Conference League                   | 2              | 2022-2023 | 2024-2025       |

### Statistiche individuali
Il giocatore con più presenze nelle competizioni europee è Per Nielsen a quota 81, mentre il miglior marcatore è Ruben Bagger con 12 gol.

### Statistiche di squadra
A livello internazionale la miglior vittoria è per 9-0, ottenuta contro il Dogana nel primo turno preliminare della UEFA Europa League 2015-2016, mentre la peggior sconfitta è per 5-0, subito in due occasioni: contro il PAOK nei playoff della stessa edizione, e contro il Manchester Utd nella fase a gruppi della UEFA Champions League 1998-1999.

## Organico

### Rosa 2023-2024
| N. |                        | Ruolo | Calciatore           |
| -- | ---------------------- | ----- | -------------------- |
| 1  | Austria (bandiera)     | P     | Patrick Pentz        |
| 2  | Norvegia (bandiera)    | D     | Sebastian Sebulonsen |
| 3  | Norvegia (bandiera)    | D     | Henrik Heggheim      |
| 4  | Danimarca (bandiera)   | D     | Jacob Rasmussen      |
| 5  | Danimarca (bandiera)   | D     | Rasmus Lauritsen     |
| 6  | Paesi Bassi (bandiera) | C     | Stijn Spierings      |
| 7  | Danimarca (bandiera)   | C     | Nicolai Vallys       |
| 8  | Danimarca (bandiera)   | C     | Mathias Greve        |
| 9  | Norvegia (bandiera)    | A     | Ohi Omoijuanfo       |
| 10 | Danimarca (bandiera)   | C     | Daniel Wass          |
| 11 | Danimarca (bandiera)   | C     | Håkon Evjen          |
| 14 | Danimarca (bandiera)   | D     | Kevin Mensah         |
| 16 | Danimarca (bandiera)   | P     | Thomas Mikkelsen     |
| 18 | Danimarca (bandiera)   | D     | Kevin Tshiembe       |

| N. |                                 | Ruolo | Calciatore           |
| -- | ------------------------------- | ----- | -------------------- |
| 19 | Danimarca (bandiera)            | C     | Bertram Kvist        |
| 20 | Polonia (bandiera)              | P     | Mateusz Kowalczyk    |
| 22 | Croazia (bandiera)              | C     | Josip Radošević      |
| 24 | Croazia (bandiera)              | A     | Marko Divković       |
| 25 | Bosnia ed Erzegovina (bandiera) | C     | Benjamin Tahirović   |
| 28 | Giappone (bandiera)             | A     | Yuito Suzuki         |
| 31 | Suriname (bandiera)             | D     | Sean Klaiber         |
| 32 | Danimarca (bandiera)            | C     | Frederik Alves       |
| 35 | Danimarca (bandiera)            | C     | Noah Nartey          |
| 36 | Danimarca (bandiera)            | A     | Mathias Kvistgaarden |
| 37 | Danimarca (bandiera)            | D     | Clement Bischoff     |
| 40 | Danimarca (bandiera)            | P     | Jonathan Ægidius     |
| 41 | Danimarca (bandiera)            | A     | Oscar Schwartau      |
| 99 | Ghana (bandiera)                | A     | Emmanuel Yeboah      |